# Coryphopterus personatus
Coryphopterus personatus är en fiskart som först beskrevs av Jordan och Thompson, 1905.  Coryphopterus personatus ingår i släktet Coryphopterus och familjen smörbultsfiskar. Inga underarter finns listade i Catalogue of Life.